# Slaget om Fallujah
|  | For det senere slag, se Slaget om Fallujah (2016) |
Slaget om Fallujah (7. november – 23. december 2004) (med det arabiske kodenavn Operation Al-Fajr – "Operation Daggry" og det amerikanske kodenavn Operation Phantom Fury) var et slag der udspillede sig i den irakiske by Fallujah, hvor en amerikansk-irakisk styrke ledet af det amerikanske marinekorps ryddede byen for irakiske oprørere. Slaget kaldes også nogle gange for Det andet slag om Fallujah med henvisning til den tidligere Operation Vigilant Resolve, der er mindre kendt i offentligheden.
Det amerikanske militær kaldte operationen for "de voldsomste bykampe siden slaget om Hue under Vietnamkrigen."
Den tidligere Operation Vigilant Resolve var blevet afbrudt inden byen blev erobret, fordi lokale ledere lovede at stoppe oprørerne.

## Tidslinje
Fallujah var en af de mest fredelige områder i Irak lige efter Saddams fald i 2003. Der var ikke omfattende plyndringer som i for eksempel Baghdad, og byens borgmester, Taha Bidaywi Hamed, der var valgt af de lokale stammeledere var stærkt pro-amerikansk.
- 28. april 2003 – en flok på 200 mennesker trodsede udgangsforbuddet og samledes udenfor en lokal skole for at protestere imod tilstedeværelsen af fremmede tropper i byen. Dette udviklede sig til slagsmål med soldater fra den amerikanske hær hvorunder femten irakiske civile blev dræbt af amerikanerne. Der var ingen amerikanske tab.

- 1. maj 2003 – Præsident George W. Bush erklærer at alle "større kamphandlinger i Irak" er overstået.

- 13. december 2003 – Saddam Hussein bliver fanget.

- Februar 2004 – Kontrollen med Fallujah og den omgivende Al Anbar provins overgives til 1st Marine Division fra det amerikanske marinekorps, og den amerikanske hærs 82nd Airborne Division bliver afløst.

- 31. marts 2004 – Fire amerikanere der arbejder for sikkerhedsfirmaet Blackwater USA bliver dræbt på vej gennem byen, og TV-billeder af deres lemlæstede kroppe der slæbes gennem gaderne og hænges op i en bro vises over hele verden.

- 4. april 2004 – Amerikanske marineinfanterister starter Operation Vigilant Resolve.

- 28. april 2004 – Operationen afsluttes, da der bliver truffet en aftale, der indebærer at lokalbefolkningen skal holde oprørerne ude af byen. En lokal beskyttelsesstyrke bliver dannet med amerikansk støtte. Den skal bekæmpe oprørerne.

- 6. november 2004 – Marineinfanterister går i stilling umiddelbart nord for byen. Byen har nu været kontrolleret af oprørerne siden april, er fuld af fælder og improviserede sprængladninger, og rundt om i byen er der opbygget positioner til snigskytter og befæstede huse bemandet af oprørere.

- 7. november 2004 – Operation Phantom Fury starter.

- 16. november 2004 – Amerikanske talsmænd beskriver kampene i byen som rydning af isolerede modstandslommer. TV-billeder af en marineinfanterist fra 3rd Battalion, 1st Marine Regiment der skyder en såret oprører går verden rundt.

- 23. december 2004 – de sidste rester af modstand er neutraliseret. Tre marineinfanterister dør i det sidste sammenstød sammen med 24 oprørere. Operation Phantom Fury slutter, og har været det blodigste slag i Irakkrigen til dato.

- Januar 2005 – Marineinfanteriet begynder at trække sig ud af Fallujah.

## Forberedelserne til slaget
Før de amerikanske og irakiske styrker begyndte angrebet, etablerede de en række kontrolposter rundt om byen for at forhindre folk i at rejse ind i byen, og for at opsnappe oprørere der forsøgte at flygte.
Der blev udleveret detaljerede kort til angrebsstyrken, og de amerikanske styrker fik tildelt irakiske tolke. Efter uger med spredte luft- og artilleriangreb virkede oprørerne i byen sårbare mod angreb, og de amerikanske marineinfanterister var klar til at afslutte den opgave der var blevet afbrudt i foråret.

## Slaget

### Afledningsmanøvre
Landtroppernes angreb begyndte om aftenen d. 7. november, da en irakisk kommandobataljon og en amerikansk let pansret opklaringsbataljon angreb fra vest og syd, og indtog hospitalet i Fallujah og landsbyerne på den anden side af Eufrat langs byens vestlige udkant. Hospitalet blev lukket, og det skabte mange kontroverser om hvor vidt det brød med Genevekonventionen.
Den samme enhed rykkede derefter vest om byen og sikrede Jurf Kas Sukr-broen. Disse indledende angreb var dog ikke meget andet end en afledningsmanøvre, der skulle distrahere og forvirre oprørerne der forsvarede byen.

### Angrebet
Fire amerikanske lette marineinfanteribataljoner støttet af to mekaniserede kavaleribataljoner fra hæren begyndte angrebet langs en bred front fra jernbanesporene der løber langs byens nordlige kant.
Ved daggry d. 8. november var byens hovedbanegård erobret. Om eftermiddagen, og med støtte fra intensive luftangreb, var marineinfanteristerne trængt ind i Hay Naib al-Dubat- og al-Nazizakvartererne. Kort efter mørkets frembrud d. 9. november nåede marineinfanteristerne hovedvej 10 i midten af byen. Ved daggryet d. 13. november var det meste af byen i amerikanske hænder, og alt organiseret forsvar var nedkæmpet.
Den 16. november, efter ni dages kampe, blev kamphandlingerne beskrevet som rydning af spredte modstandslommer. Sporadiske kampe fortsatte til d. 23. december.
Associated Press rapporterede at alle våbenføre mænd der forsøgte at flygte fra byen blev sendt tilbage af det amerikanske militær.
På trods af det amerikanske militærs succes er slaget stadig kontroversielt; d. 16. november viste nyhedskanalen NBC News videooptagelser af en amerikansk marineinfanterist der skyder en såret irakisk oprører. På optagelsen kunne man høre soldaten sige at irakeren "spillede død." Auditører fra flåden afgjorde senere at soldaten handlede i selvforsvar.
I slutningen af januar 2005 kunne medierne fortælle at de amerikanske styrker var ved at forlade området, og hjalp befolkningen med at vende tilbage til Fallujah.

## Efter slaget
Fallujah havde lidt omfattende skade. Fallujah kaldes "Moskeernes by", og havde før kampene anslået mere end 200 moskeer. Nogle påstår at 60 af disse blev ødelagt i kampene. Anslået halvdelen af beboelsesejendommene blev skadet. 7–10.000 af de omkring 50.000 bygninger i byen anslås at være blevet ødelagt, mens halvdelen til to tredjedele af bygningerne i byen anslås at være blevet beskadiget.
Det er også blevet rapporteret fund af betydelige mængder af våben i 66 af 133 moskeer, et brud mod Genevekonventionens artikel 16.
Nyhedsrapporter fortæller at 95 amerikanske soldater blev dræbt og 700 såret i kampene. Irakiske tabstal er upålidelige, da det ikke vides hvor mange indbyggere der flygtede før kampene. En rapport fra Forsvarsministeriet (USA) hævder at 2500 oprørere blev dræbt og 1500 fanget. Det irakiske militær mistede atten soldater og havde 43 sårede.
Byens beboere fik lov at vende tilbage i midten af december, efter de havde afgivet biometriske data. Rekonstruktionen skred langsomt frem, og indebar hovedsagelig at fjerne ruinerne af de ødelagte bygninger og at genetablere en basal infrastruktur. I slutningen af marts 2005 var kun 30 % af indbyggerne vendt tilbage.
Selve generobringen af Fallujah viste sig overordnet set at være en succes, en række lokale oprørere blev dræbt, men det lykkedes oprørslederen Abu Musab al-Zarqawi at flygte. Oprørerne forsøgte næsten med det samme at regruppere i byen og genskabe deres tidligere magtbase, men med begrænset held. Ikke desto mindre blev selve slaget ikke det afgørende slag det amerikanske militær havde håbet på. En del af oprørerne flygtede sammen med Zarqawi før slaget begyndte, og efterlod hovedsagelig lokale oprørere i byen. Senere amerikanske operationer mod oprørerne kunne ikke frembringe endnu et åbent slag, og i september 2006 meldte marinekorpset ud at Al Anbar-provinsen var under oprørernes fulde kontrol, på nær Fallujah der stadig var pacificeret, men nu i stedet med Ramadi som base for oprøret.
Siden Operation Phantom Fury i november 2004 er oprørernes angreb i og omkring byen steget i frekvens. Selv om der sjældent er nyheder fra byen, er der blevet rapporteret om flere angreb med vejsidebomber, blandt andet sprængte en selvmordsbomber sin bil i luften nær en amerikansk konvoj d. 23. juni 2005 og dræbte seks marineinfanterister og sårede tretten. Men oprørerne kan ikke længere operere i byen i større antal.

### Kontroversen omhvid fosfor
Den uafhængige journalist Dahr Jamail, var måske den første til at fortælle om brugen af "usædvanlige våben" i angrebet på Fallujah d. 26. november 2004. Det modtog han den amerikanske "medievagthund" Project Censoreds pris for.
Den 9. november 2005 viste den italienske TV-kanal RAI en dokumentarfilm med title "Fallujah, den skjulte massakre," der viste hvad der angiveligt skulle være amerikansk brug af hvid fosfor under slaget, med kemiske brandskader hos oprørere og civile til følge. Effekten af hvid fosfor er meget karakteristisk. Ligene der blev vist i dokumentaren var delvist brændt til aske, men nogle gange var hudlag på ligenes hænder skrællet af og hang som handsker i stedet. Dokumentaren påstår også at de amerikanske styrker brugte Mk 77 brandbomber der minder om napalm. Al brug af brandbomber mod civile er forbudt ifølge protokol III af FN-Konventionen om visse konventionelle våben fra 1980, som USA dog ikke har underskrevet. Konventionen mod brugen af kemiske våben fra 1993 forbyder brugen af hvid fosfor mod personer, og er underskrevet af USA.
Det amerikanske udenrigsministerium nægtede først at have brugt hvid fosfor som ammunition, en påstand der senere blev modsagt af det amerikanske forsvarsministerium, da bloggere opdagede at den amerikanske hærs blad US Army havde bragt en historie, der fortalte om brugen af hvid fosfor i Fallujah. Den amerikanske regering nægter stadig at have brugt hvid fosfor mod civile, men forsøger at forsvare brugen imod fjendtlige tropper. Hvid fosfor er tilladt til at oplyse slagmarken eller lægge røgslør ud, men ikke som et offensivt våben, da det så regnes som et kemisk våben. En artikel i Washington Post præcis et år før påpegede også brugen af hvid fosfor i slaget, men fik ikke megen opmærksomhed.

## Bøger om slaget
- No True Glory: A Frontline Account of the Battle for Fallujah, af Bing West (2005) ISBN 978-0-553-80402-7
- We Were One: Shoulder to Shoulder with the Marines Who Took Fallujah, af Patrick O'Donnell (2006) ISBN 978-0-306-81469-3
- Fighting For Fallujah: A New Dawn for Iraq, af John R. Ballard (2006) ISBN 978-0-275-99055-8

## Film om slaget
- Fallujah, den skjulte massakre, en kontroversiel dokumentarfilm der fortæller om brugen af hvid fosfor og brandbomber mod civile i byen (Google Video) Arkiveret 19. november 2007 hos  Wayback Machine
- No True Glory, baseret på bogen af Bing West, planlagt premiere i 2008 med Harrison Ford som General James Mattis.[16]
- Occupation: Dreamland, dokumentar fra 2005.[17]